# Liefde op het Tweede Gezicht
Liefde op het Tweede Gezicht is een Nederlands programma van SBS6, gepresenteerd door Maureen du Toit.
In het programma Liefde op het Tweede Gezicht zijn acht mensen met een (ernstige) handicap op zoek naar een partner. Alle deelnemers hebben een portret waar mensen op kunnen reageren. Uit de binnengekomen reacties kiezen de deelnemers de mensen waar ze mee willen kennismaken.